# IBrX
L'IBrX est un indice boursier de la bourse de São Paulo. Il se compose de 99 des principales capitalisations boursières du Brésil.

## Composition
Au 16 août 2011, l'indice se composait des titres suivants:
| Symbole   | Société                                                                   | Poids indiciel | Secteur                       |
| --------- | ------------------------------------------------------------------------- | -------------- | ----------------------------- |
| AEDU3 BS  | Anhanguera Educacional Participacoes                                      | 0.34 %         | Services commerciaux          |
| ALLL3 BS  | América Latina Logística                                                  | 0.45 %         | Logistique                    |
| AMBV4 BS  | AmBev                                                                     | 4.33 %         | Brasseur                      |
| AMIL3 BS  | Amil Participacoes                                                        | 0.21 %         | Santé                         |
| BBAS3 BS  | Banco do Brasil                                                           | 2.52 %         | Banque commerciale            |
| BBDC3 BS  | Banco Bradesco                                                            | 1.75 %         | Banque commerciale            |
| BBDC4 BS  | Banco Bradesco                                                            | 5.96 %         | Banque commerciale            |
| BBRK3 BS  | Brasil Brokers Participacoes                                              | 0.11 %         | Immobilier                    |
| BISA3 BS  | Brookfield Incorporações                                                  | 0.16 %         | Construction                  |
| BPNM4 BS  | Banco Panamericano                                                        | 0.04 %         | Banque commerciale            |
| BRAP4 BS  | Bradespar                                                                 | 0.9 %          | Métaux et minier              |
| BRFS3 BS  | Brasil Foods                                                              | 1.92 %         | Agroalimentaire               |
| BRKM5 BS  | Braskem                                                                   | 0.54 %         | Chimie                        |
| BRML3 BS  | BR Malls Participacoes                                                    | 0.84 %         | Immobilier                    |
| BRSR6 BS  | Banco do Estado do Rio Grande do Sul                                      | 0.32 %         | Banque commerciale            |
| BRTO4 BS  | Brasil Telecom                                                            | 0.35 %         | Télécommunications            |
| BTOW3 BS  | B2W                                                                       | 0.08 %         | Internet                      |
| BVMF3 BS  | BM&F Bovespa                                                              | 2.04 %         | Services financiers           |
| CCRO3 BS  | CCR                                                                       | 1.1 %          | Infrastructures de transport  |
| CESP6 BS  | Companhia Energética de São Paulo                                         | 0.61 %         | Électricité                   |
| CIEL3 BS  | Cielo                                                                     | 1.05 %         | Technologies de l'information |
| CMIG4 BS  | Companhia Energética de Minas Gerais                                      | 1.22 %         | Électricité                   |
| CNFB4 BS  | Confab Industrial                                                         | 0.1 %          | Métaux et minier              |
| CPFE3 BS  | CPFL Energia                                                              | 0.71 %         | Électricité                   |
| CPLE6 BS  | Cia Paranaense de Energia                                                 | 0.42 %         | Électricité                   |
| CRUZ3 BS  | Souza Cruz                                                                | 0.78 %         | Tabac                         |
| CSAN3 BS  | Cosan                                                                     | 0.29 %         | Agroalimentaire               |
| CSMG3 BS  | Companhia de Saneamento de Minas Gerais                                   | 0.19 %         | Services aux collectivités    |
| CSNA3 BS  | Companhia Siderúrgica Nacional                                            | 1.21 %         | Métaux et minier              |
| CTIP3 BS  | CETIP SA                                                                  | 0.69 %         | Marchés de capitaux           |
| CYRE3 BS  | Cyrela Brazil Realty                                                      | 0.46 %         | Construction                  |
| DASA3 BS  | Diagnosticos da America                                                   | 0.59 %         | Santé                         |
| DTEX3 BS  | Duratex                                                                   | 0.27 %         | Papetier                      |
| ECOD3 BS  | Brasil Ecodiesel Indústria e Comércio de Biocombustíveis e Óleos Vegetais | 0.07 %         | Pétrole                       |
| ECOR3 BS  | EcoRodovias Infraestrutura e Logistica                                    | 0.2 %          | Infrastructures de transport  |
| ELET3 BS  | Eletrobras                                                                | 0.43 %         | Électricité                   |
| ELET6 BS  | Eletrobras                                                                | 0.54 %         | Électricité                   |
| ELPL4 BS  | Eletropaulo Metropolitana Eletricidade d                                  | 0.31 %         | Électricité                   |
| EMBR3 BS  | Embraer                                                                   | 0.79 %         | Aérospatiale                  |
| ENBR3 BS  | EDP - Energias do Brasil                                                  | 0.33 %         | Électricité                   |
| EVEN3 BS  | Even Construtora e Incorporadora                                          | 0.13 %         | Construction                  |
| FFTL4 BS  | Vale Fertilizantes                                                        | 0.24 %         | Chimie                        |
| FIBR3 BS  | Fibria Celulose                                                           | 0.33 %         | Papetier                      |
| GETI4 BS  | AES Tiete                                                                 | 0.24 %         | Électricité                   |
| GFSA3 BS  | Gafisa                                                                    | 0.35 %         | Construction                  |
| GGBR3 BS  | Gerdau                                                                    | 0.21 %         | Métaux et minier              |
| GGBR4 BS  | Gerdau                                                                    | 1.16 %         | Métaux et minier              |
| GOAU4 BS  | Metalúrgica Gerdau                                                        | 0.5 %          | Métaux et minier              |
| GOLL4 BS  | GOL Transportes Aéreos                                                    | 0.11 %         | Transport aérien              |
| HGTX3 BS  | Cia Hering                                                                | 0.48 %         | Distribution                  |
| HYPE3 BS  | Hypermarcas                                                               | 0.48 %         | Biens de consommation         |
| ITSA4 BS  | Itaúsa                                                                    | 2.4 %          | Banque commerciale            |
| ITUB4 BS  | Itaú Unibanco                                                             | 7.26 %         | Banque commerciale            |
| JBSS3 BS  | JBS Friboi                                                                | 0.52 %         | Agroalimentaire               |
| KLBN4 BS  | Klabin                                                                    | 0.26 %         | Packaging                     |
| LAME4 BS  | Lojas Americanas                                                          | 0.44 %         | Distribution                  |
| LIGT3 BS  | Light                                                                     | 0.28 %         | Électricité                   |
| LLXL3 BS  | LLX Logistica                                                             | 0.12 %         | Infrastructures de transport  |
| LREN3 BS  | Lojas Renner                                                              | 0.78 %         | Distribution                  |
| MMXM3 BS  | MMX Mineração                                                             | 0.29 %         | Métaux et minier              |
| MPXE3 BS  | MPX Energia                                                               | 0.15 %         | Électricité                   |
| MRFG3 BS  | Marfrig Alimentos                                                         | 0.2 %          | Agroalimentaire               |
| MRVE3 BS  | MRV Engenharia                                                            | 0.42 %         | Construction                  |
| MULT3 BS  | Multiplan Empreendimentos Imobiliarios                                    | 0.25 %         | Immobilier                    |
| MYPK3 BS  | Iochpe-Maxion                                                             | 0.13 %         | Machinerie                    |
| NATU3 BS  | Natura Cosmeticos                                                         | 0.73 %         | Biens de consommation         |
| ODPV3 BS  | Odontoprev                                                                | 0.25 %         | Santé                         |
| OGXP3 BS  | OGX                                                                       | 1.65 %         | Pétrole                       |
| PCAR4 BS  | Grupo Pão de Açúcar                                                       | 0.76 %         | Distribution                  |
| PDGR3 BS  | PDG Realty SA                                                             | 0.95 %         | Construction                  |
| PETR3 BS  | Petrobras                                                                 | 7.25 %         | Pétrole                       |
| PETR4 BS  | Petrobras                                                                 | 9.7 %          | Pétrole                       |
| PMAM3 BS  | Paranapanema                                                              | 0.14 %         | Métaux et minier              |
| POMO4 BS  | Marcopolo                                                                 | 0.17 %         | Machinerie                    |
| POSI3 BS  | Positivo Informatica                                                      | 0.01 %         | Informatique                  |
| PSSA3 BS  | Porto Seguro                                                              | 0.22 %         | Assurance                     |
| RAPT4 BS  | Randon Participacoes                                                      | 0.13 %         | Machinerie                    |
| RDCD3 BS  | Redecard                                                                  | 0.94 %         | Technologies de l'information |
| RENT3 BS  | Localiza Rent a Car                                                       | 0.37 %         | Logistique                    |
| RSID3 BS  | Rossi Residencial                                                         | 0.21 %         | Construction                  |
| SANB11 BS | Banco Santander Brasil                                                    | 1.18 %         | Banque commerciale            |
| SBSP3 BS  | Cia de Saneamento Basico do Estado de Sa                                  | 0.56 %         | Services aux collectivités    |
| SULA11 BS | Sul America                                                               | 0.19 %         | Assurance                     |
| SUZB5 BS  | Suzano Papel e Celulose                                                   | 0.19 %         | Papetier                      |
| TAMM4 BS  | TAM                                                                       | 0.25 %         | Transport aérien              |
| TBLE3 BS  | Tractebel Energia                                                         | 0.58 %         | Électricité                   |
| TIMP3 BS  | TIM Brasil                                                                | 0.76 %         | Télécommunications            |
| TLPP4 BS  | Telesp                                                                    | 1.4 %          | Télécommunications            |
| TMAR5 BS  | Telemar Norte Leste                                                       | 0.15 %         | Télécommunications            |
| TNLP3 BS  | Tele Norte Leste Participacoes                                            | 0.14 %         | Télécommunications            |
| TNLP4 BS  | Tele Norte Leste Participacoes                                            | 0.53 %         | Télécommunications            |
| TOTS3 BS  | Totvs                                                                     | 0.32 %         | Informatique                  |
| TRPL4 BS  | CTEEP                                                                     | 0.42 %         | Électricité                   |
| UGPA4 BS  | Ultrapar                                                                  | 1.05 %         | Pétrole                       |
| USIM3 BS  | Usiminas                                                                  | 0.46 %         | Métaux et minier              |
| USIM5 BS  | Usiminas                                                                  | 0.7 %          | Métaux et minier              |
| VALE3 BS  | Vale                                                                      | 5.8 %          | Métaux et minier              |
| VALE5 BS  | Vale                                                                      | 8.48 %         | Métaux et minier              |
| WEGE3 BS  | Weg                                                                       | 0.4 %          | Machinerie                    |